# ウォルド・コテッジ隕石
座標: 北緯54度8分12秒 西経0度24分48秒 / 北緯54.13667度 西経0.41333度

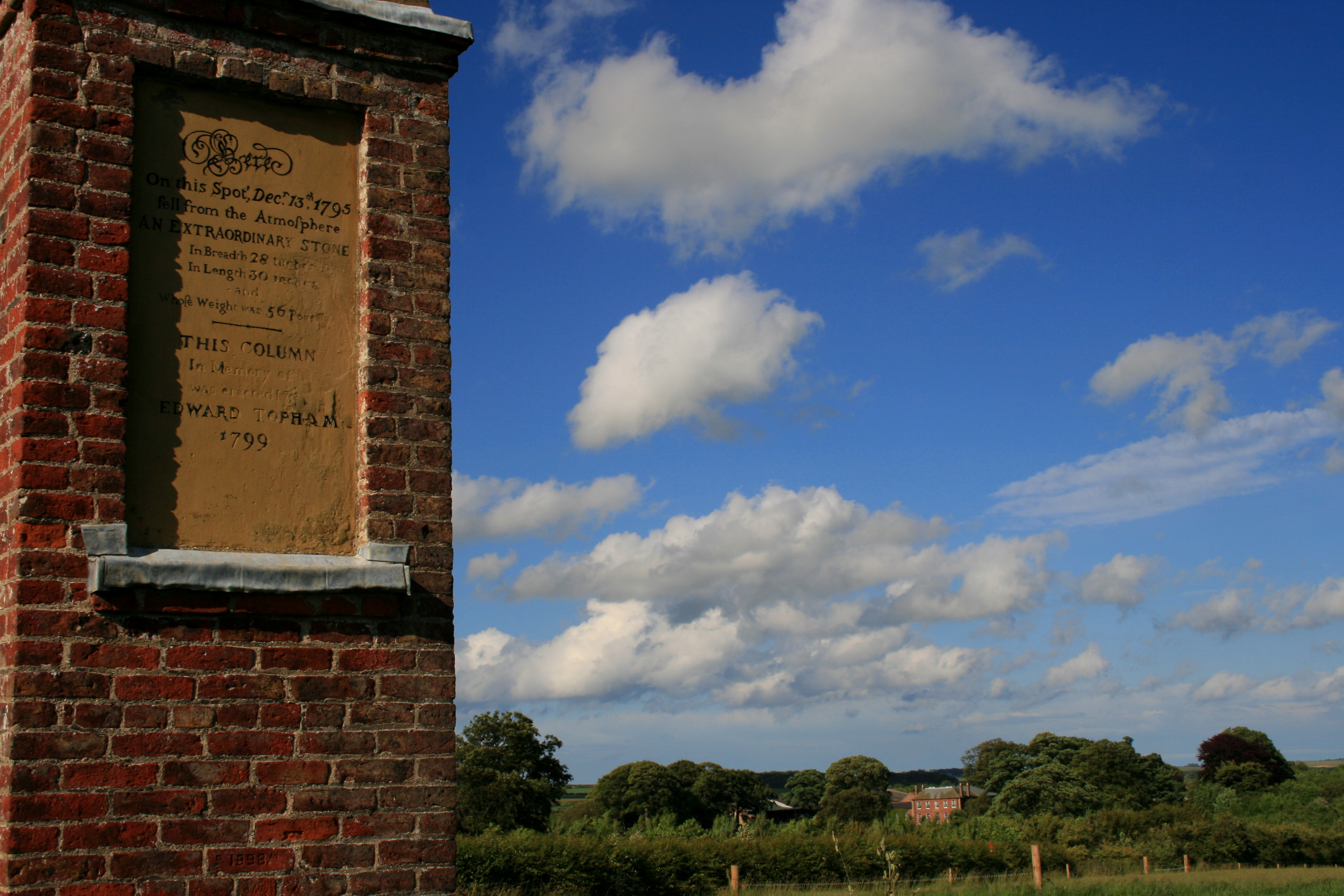
ウォルド・コテッジ隕石の落下地点に建つ記念碑

ウォルド・コテッジ隕石（ウォルド・コテッジいんせき、Wold Cottage meteorite）またはウォルド・ニュートン隕石（ウォルド・ニュートンいんせき、Wold Newton meteorite）は、1795年12月13日、イギリスのヨークシャーに落下した隕石である。イギリスで落下が目撃された記録の残る最初の隕石であり、隕石が地球外から飛来する物であることの証拠となった隕石である。回収された隕石は25kgで、L6型の石質隕石である。ウォルド・コテッジ隕石はロンドン自然史博物館で保管されている。
1795年12月13日の午後3時ごろイースト・ライディング・オブ・ヨークシャーのウォルド・ニュートン（Wold Newton）の付近に落下し、その地方の地主であるエドワード・トップハムによって隕石は購入され、ロンドンに送られ、王立協会のジョセフ・バンクスに渡され、バンクスの指示で化学者や鉱物学者によって調査が行われた。当時まだ隕石が、地球外の物質であるかどうかは議論されていたが、ウォルド・コテッジ隕石の落下の目撃は隕石が地球外の物体であることの証拠となった。
隕石の落下点には記念碑が建てられ、2003年に醸造業者が設立され、"Falling Stone"という名のビールが製造された。